# Conor Coady
Conor David Coady (* 25. února 1993 St Helens) je anglický profesionální fotbalista, který hraje na pozici středního obránce za anglický klub Leicester City FC a za anglický národní tým.
Coady je odchovancem Liverpoolu, kde stihl odehrát dva zápasy v prvním týmu před hostováním v Sheffieldu a následném trvalém odchodu do Huddersfieldu v roce 2014. O rok později přestoupil do Wolves za 2 milióny liber a v mužstvu již odehrál přes 200 zápasů, vyhrál s klubem Championship v roce 2017/18 a v sezóně 2019/20 se dokonce dostal až do čtvrtfinále Evropské ligy UEFA.
Reprezentoval také Anglii v mládežnických kategoriích a byl jmenován do nejlepší sestavy Mistrovství Evropy do 17 let UEFA v roce 2010, které Anglie vyhrála. Na Mistrovství světa do 20 let roku 2013 byl kapitánem anglického výběru. Na konci srpna 2020 dostal první pozvánku do seniorské reprezentace.

## Klubová kariéra

### Liverpool
Coady se narodil v Liverpoolu, kde taky fotbalově vyrostl. Prošel Liverpoolskou mládežnickou akademií, poté co se v roce 2005 dostal do klubu. Během sezóny 2010/11 byl Coady na okraji prvního týmu, takže se dvakrát dostal na lavičku, ale na hřiště se nedostal. Coady hrál v sezóně 2011/2012 každý zápas za reservní mužstvo a zaznamenal v něm pět gólů. Přestože byl jmenován na seznamu seniorských týmů a byl občas od roku 2009 povolán do seniorského týmu, svůj debut vykonal až 8. listopadu 2012 v základní skupině Evropské ligy UEFA proti ruskému Anži Machačkala. Poté, co se Andre Wisdom dostal do prvního mužstva, stal se Coady kapitánem reservního mužstva a 12. května 2013 debutoval v Premier League při vítězství 3:1 proti Fulhamu.
Coady se 22. července 2013 dohodl na šestiměsíčním hostování v Sheffieldu United, který v té době hrával League One. Coady debutoval za Blades v zahajovacím zápase následující sezóny, když nastoupil do druhé poloviny zápasu proti Notts County. V následujícím zápase poprvé nastoupil do zápasu již od první minuty, jednalo se o zápas Ligového poháru proti Burtonu Albion.
Coady vstřelil svůj první gól v zápase proti Leyton Orient 30. listopadu 2013. Poté, co nebyl v první polovině sezóny základním stavebním kamenem týmu, začal Coady během vánočního období pravidelně nastupovat v prvním týmu, což Sheffield podnítilo prodloužit hostování o další půlrok během lednového přestupového období do konce sezóny. Coady hrál pravidelně pro Blades po zbytek sezóny a vrátil se na Anfield, když odehrál 50 her, v nichž vstřelil šest branek.

### Huddersfield Town
Dne 6. srpna 2014 Coady podepsal smlouvu s klubem, hrající anglickou Championship, Huddersfield Town na tříletou smlouvu za poplatek, který se pohyboval okolo 500 000 liber. Debutoval jako náhradník při porážce s Bournemouthem 4:0 dne 9. srpna. 1. října vstřelil svůj první gól v klubu proti Wolverhamptonu Wanderers, kde vyhráli na stadionu Molineux 3:1. Další branku vstřelil při remíze 2:2 proti Rotherhamu United.

### Wolverhampton Wanderers

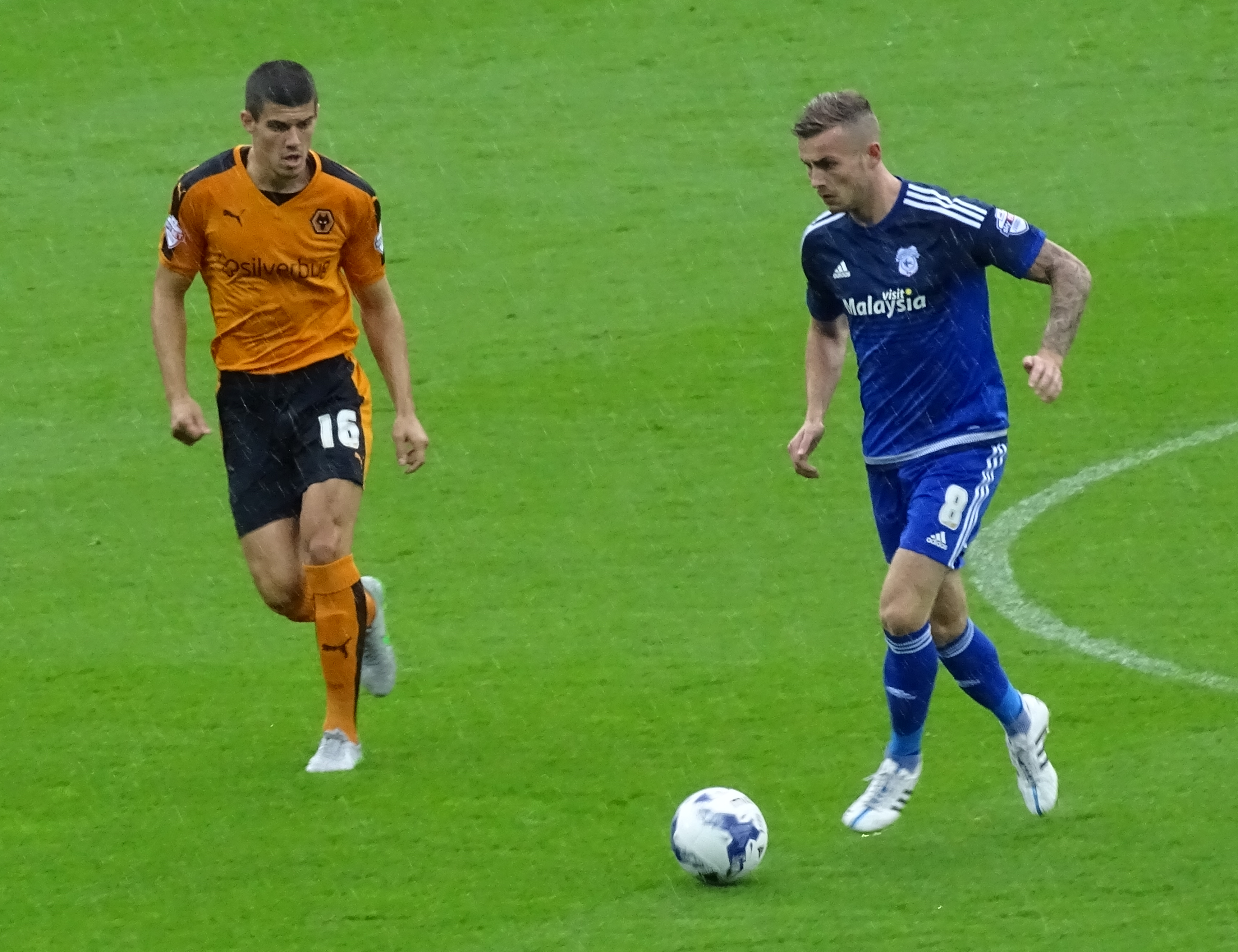
Coady (vlevo) bránící Joa Rallse z Cardiffu (2015)

Dne 3. července 2015 přestoupil Coady do Wolverhamptonu Wanderers, podepsal tříletou smlouvu za nezveřejněný poplatek, která se podle všeho pohybovala kolem 2 milionů liber. Svůj první gól za Wolves vstřelil při vítězství v zápase EFL Cupu proti Crawley Town 9. srpna 2016.
Na začátku sezóny 2017/2018 pod vedením manažera Nuna Espírita Santa hrál Coady ve středu tříčlenné obrany za Vlky. V září 2017 podepsal novou čtyřletou smlouvu. Dne 21. dubna 2018, během svého 120. ligového vystoupení za Wolves, proměnil Coady v 66. minutě penaltu v zápase proti Boltonu Wanderers. Wolves uzavřeli sezónu vítězstvím v Championship, tedy postupem do Premier League.
Dne 15. února 2019 podepsal Coady nový kontakt, který trval do léta 2023.
Dne 30. září 2020, tři týdny poté, co Coady odehrál svůj první reprezentační zápas, podepsal s klubem novou pětiletou smlouvu do roku 2025. Na konci listopadu vynechal zápas proti Southamptonu, protože byl v kontaktu s osobou s nakaženou covidem-19; přerušil tak svou sérii 84 celých odehraných zápasů (celkem 7 560 minut v řadě). Stal se tak třetím nejlepším hráčem v historii Premier League v tomto ohledu.
Dne 2. března 2021 vstřelil Coady svůj vůbec první gól v Premier League, a to při porážce 1:4 proti Manchesteru City. 16. října 2021 vstřelil Coady svůj druhý gól v Premier League, a to při výhře 3:2 nad rivalem z West Midlands Aston Villou.
Dne 15. ledna 2022 vstřelil Coady svůj první ligový gól na Molineux, a to při svém 298. utkání za klub, při ligovém vítězství 3:1 nad Southamptonem.

## Reprezentační kariéra
Coady reprezentoval Anglii v mládežnických kategoriích od výběru do 16 let, do výběru do 20 let. Odehrál 17 zápasů za Anglické fotbalové družstvo do 17 let.  Ve kterém se stal dokonce kapitánem
Byl kapitánem anglického týmu na Mistrovství Evropy do 17 let v Lichtenštejnsku v roce 2010, kde on a jeho spoluhráči turnaj vyhráli, a stali se prvním anglickým týmem, který vyhrál mezinárodní turnaj za 17 let. Poté byl součástí anglického týmu na Mistrovství Evropy do 19 let v Estonsku, ve kterém se Anglie dostala až do semifinále, kde byla vyřazena Řeckem.
V srpnu 2020 byl Coady povolán Garethem Southgatem do anglického seniorského výběru na zápasy Ligy národů proti Islandu a Dánsku. Debutoval 8. září při remíze 0:0 proti Dánsku a stal se tak prvním hráčem Wolves, který nastoupil za Anglii od Steva Bulla v roce 1990. 8. října 2020 vstřelil Coady svůj první reprezentační gól ve svém druhém utkání, při vítězství 3:0 proti Walesu ve Wembley.

## Statistiky

### Klubové
K zápasu odehranému 15. lednu 2022
| Klub                  | Sezóna  | Liga           | Liga   | Liga | FA Cup | FA Cup | League Cup | League Cup | Evropská liga | Evropská liga | Ostatní | Ostatní | Celkem | Celkem |
| Klub                  | Sezóna  | Liga           | Zápasy | Góly | Zápasy | Góly   | Zápasy     | Góly       | Zápasy        | Góly          | Zápasy  | Góly    | Zápasy | Góly   |
| --------------------- | ------- | -------------- | ------ | ---- | ------ | ------ | ---------- | ---------- | ------------- | ------------- | ------- | ------- | ------ | ------ |
| Liverpool             | 2012/13 | Premier League | 1      | 0    | 0      | 0      | 0          | 0          | 1             | 0             | —       | —       | 2      | 0      |
| Sheffield (hostování) | 2013/14 | League One     | 39     | 5    | 8      | 1      | 1          | 0          | —             | —             | 2       | 0       | 50     | 6      |
| Huddersfield          | 2014/15 | Championship   | 45     | 3    | 1      | 0      | 2          | 0          | —             | —             | —       | —       | 48     | 3      |
| Wolves                | 2015/16 | Championship   | 37     | 0    | 1      | 0      | 1          | 0          | —             | —             | —       | —       | 39     | 0      |
| Wolves                | 2016/17 | Championship   | 40     | 0    | 2      | 0      | 3          | 1          | —             | —             | —       | —       | 45     | 1      |
| Wolves                | 2017/18 | Championship   | 45     | 1    | 1      | 0      | 2          | 0          | —             | —             | —       | —       | 48     | 1      |
| Wolves                | 2018/19 | Premier League | 38     | 0    | 6      | 0      | 2          | 0          | —             | —             | —       | —       | 46     | 0      |
| Wolves                | 2019/20 | Premier League | 38     | 0    | 2      | 0      | 0          | 0          | 17            | 0             | —       | —       | 57     | 0      |
| Wolves                | 2020/21 | Premier League | 37     | 1    | 2      | 0      | 1          | 0          | —             | —             | —       | —       | 40     | 1      |
| Wolves                | 2021/22 | Premier League | 20     | 2    | 1      | 0      | 2          | 0          | —             | —             | —       | —       | 23     | 2      |
| Wolves                | Celkem  | Celkem         | 255    | 4    | 15     | 0      | 11         | 1          | 17            | 0             | 0       | 0       | 298    | 5      |
| Celkem                | Celkem  | Celkem         | 340    | 12   | 24     | 1      | 14         | 1          | 18            | 0             | 2       | 0       | 398    | 14     |

### Reprezentační
K 15. listopadu 2021
| Anglie | Anglie | Anglie |
| Rok    | Zápasy | Góly   |
| ------ | ------ | ------ |
| 2020   | 3      | 1      |
| 2021   | 5      | 0      |
| Celkem | 8      | 1      |

#### Reprezentační góly
Skóre a výsledky Anglie jsou vždy zapisovány jako první
| Gól | Datum         | Místo                   | Soupeř | Skóre | Výsledek | Soutěž          |
| --- | ------------- | ----------------------- | ------ | ----- | -------- | --------------- |
| 1.  | 8. října 2020 | Wembley, Londýn, Anglie | Wales  | 2:0   | 3:0      | Přátelský zápas |

## Ocenění

### Klubové

#### Wolverhampton Wanderers
- EFL Championship: 2017/18[39]

### Reprezentační

#### Anglie U17
- Mistrovství Evropy ve fotbale hráčů do 17 let: 2010[31]

### Individuální
- Nejlepší jedenáctka Mistrovství Evropy ve fotbale hráčů do 17 let: 2010[40]
- Tým sezóny v EFL Championship: 2017/18[41]
- Sestava sezóny Evropské ligy UEFA – 2019/20[42]